# Albert Lasker
Pour les articles homonymes, voir Lasker.
Albert Daniel Lasker (né à Fribourg-en-Brisgau, en Allemagne, le 1er mai 1880 - mort à New York le 30 mai 1952) est un homme d'affaires américain, il est souvent considéré comme le fondateur de la publicité moderne. Il a également fondé des prix scientifiques portant son nom, les Prix Albert-Lasker.

## Biographie
Albert Lasker est né en Allemagne alors que ses parents américains, Morris et Nettie Heidenheimer Davis Lasker, visitaient leur pays d'origine. Il a été élevé à Galveston, au Texas, où son père a été président de plusieurs banques.

### Lord & Thomas
Il fut un des plus grands publicitaires de son époque en prenant la tête de l'agence Lord & Thomas, en 1912, à l'âge de 32 ans.
Grâce à son rédacteur Claude C. Hopkins, et son génie commercial l'agence devint bientôt, l'une des plus grandes agences des États-Unis.

### La fondation Lasker
Il est le créateur de la Fondation Lasker, une fondation américaine pour la promotion de la recherche médicale clinique et fondamentale qui décerne chaque année depuis 1946 les prestigieux prix Albert-Lasker, considérés comme les antichambres du prix Nobel de physiologie ou médecine.
Son fils est l'homme d'affaires Edward Lasker et son petit-fils le scénariste et producteur Lawrence Lasker.
Lasker a inventé : Kellog's, Sunkist, Palmolive, Goodyear, Kleenex, Kotex, Pepsodent, Lucky strike, General Motors, Frigidaire, Paramount, Soap opera, Baseball, Harding...

#### Albert Lasker, études bibliographiques ou critiques
- (en) Jeffrey L. Cruikshank et Arthur W. Schultz, The Man Who Sold America: The Amazing (but True!) Story of Albert D. Lasker and the Creation of the Advertising Century, Harvard Business Review Press, 2010 (ISBN 978-1591393085)